# Patrick Pulsinger

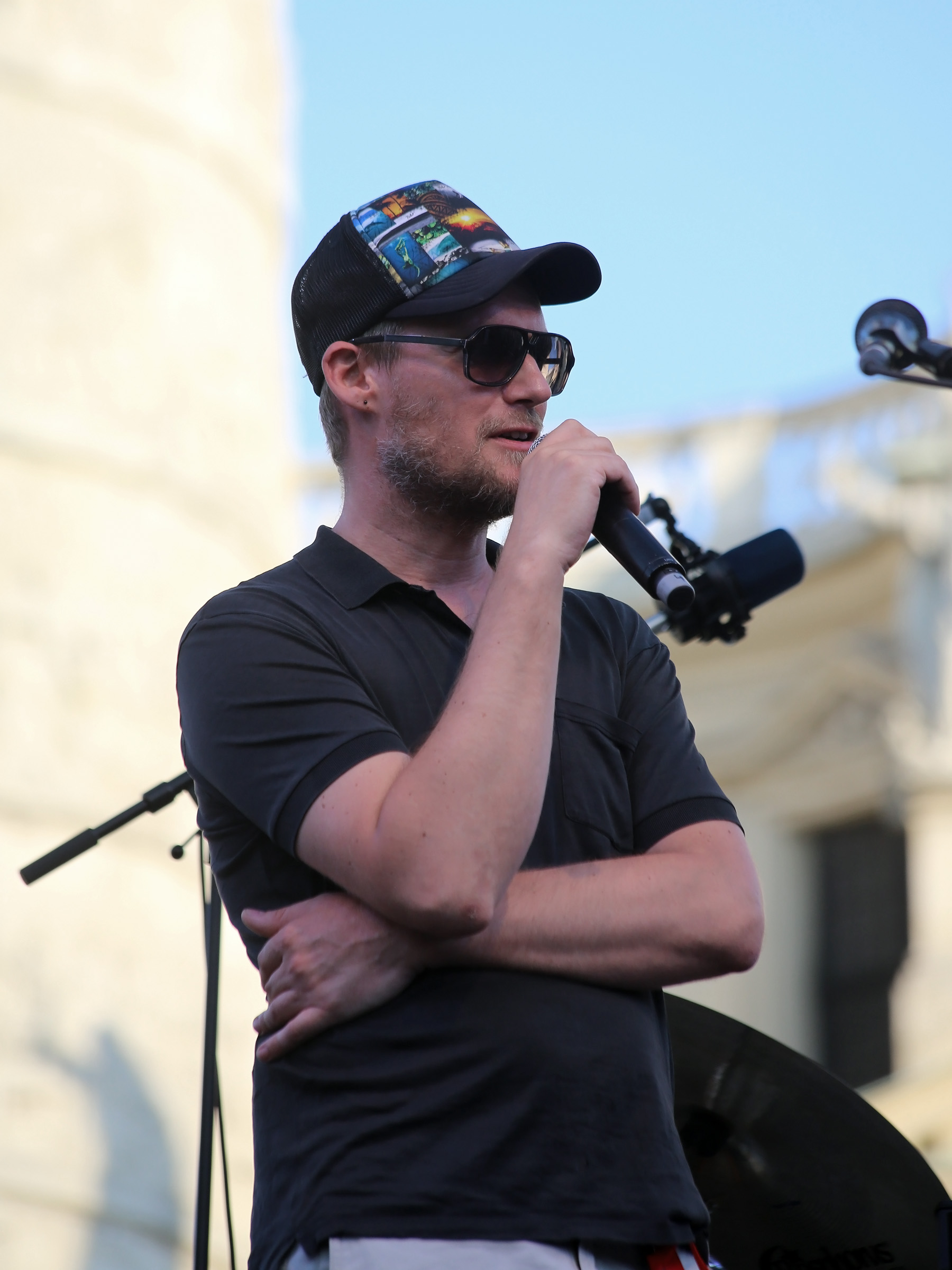
Patrick Pulsinger beim Popfest 2013

Patrick Pulsinger (* 3. Juni 1970 in Weißenfels, DDR) ist ein österreichischer Musikproduzent, DJ und Plattenlabel-Betreiber. Neben seinem Engagement in elektronischer Musik, diversen musikalischen Kooperationen und der Produktion von mehreren Filmsoundtracks, liegt sein besonderes Augenmerk auf Jazz und Improvisationsmusik.

## Leben und Werk
Der 1970 in der DDR geborene Pulsinger siedelte 1980 mit seiner Mutter nach Österreich in die Steiermark über. Ab 1988 ließ er sich in Wien nieder. Seiner Einberufung zum Wehrdienst im Jahr 1992 entging er durch eine Desertion nach New York City. Hier lernte er den deutschen DJ Hell kennen und widmete er sich erstmals der Produktion elektronischer Musik. Nach seiner Rückkehr gründete er 1993 zusammen mit Erdem Tunakan das Label Cheap Records. Zusammen mit Tunakan veröffentlichte er unter einer Vielzahl von Pseudonymen wie Sluts'n'Strings & 909, Lazermusic, Love The Machines!, Restaurant Tracks und Showroom Recordings. Er zog sich 2003 von der Labelarbeit zurück.
Pulsinger ist weiterhin als Remixer tätig und lieferte unter anderem Neubearbeitungen von Stücken der Musiker Ken Ishii (Circular Motion), Beanfield (The Bean Breaks), Tosca (Fuck Dub), Jaydee (Plastic Dreams), Die Sterne (Themenläden), Yoshinori Sunahara (Journey Beyond the Stars), Die Goldenen Zitronen (Nur ein bißchen noch), Chicks on Speed (Mind Your Own Business), Mense Reents (Dress Like an Albino) und Pet Shop Boys (Flamboyant, mit DJ Hell). Mit seinem Avantgarde-Projekt dp-S tourte er 2004 durch China.
2013 zeichnete er als Kurator für die Zusammenstellung des Programmes für das Popfest in Wien verantwortlich. 2014 wurde er mit dem Preis der Stadt Wien für Musik ausgezeichnet.
Er lebt und arbeitet in Österreich in Kumpitz (Steiermark) und Wien.

## Diskografie

### Alben
- 1995: Patrick Pulsinger – Porno (Disko B)
- 1996: Def.con / The Private Lightning Six / Patrick Pulsinger – Morse (Sabotage Recordings)
- 2002: Patrick Pulsinger presents – Easy To Assemble. Hard to Take Apart. The Album. In The Shadow of Ali Bengali (Form & Function, Zomba Records)
- 2007: Patrick Pulsinger – Dogmatic Sequences - The Series 1994-2006 (Disko B)
- 2010: Patrick Pulsinger – Impassive Skies (Disko B)
- 2011: Patrick Pulsinger, Pamelia Kurstin, Hilary Jeffery, Rozemarie Heggen – Besides Feldman (col legno)
- 2013: Pulsinger / Fennesz – In Four Parts (col legno)
- 2014:	Bernhard Gander, Ensemble Modern, Patrick Pulsinger – Take Death! (God Records)

### Singles und EPs
- 1993: Oebles – Oebles (Cheap Records)
- 1993: Patrick Pulsinger & H. Wolfgruber – Homedisco Vol. One (Loriz Sounds)
- 1994: Patrick Pulsinger – Dogmatic Sequences E.P. (Disko B)
- 1994: Patrick Pulsinger – Dogmatic Sequences II (Disko B)
- 2001: Patrick Pulsinger – Easy To Assemble / Hard To Take Apart (Form & Function, Zomba Records)
- 2001: APC / Kaos / Pulsinger – Fear (Studio !K7)
- 2002: Patrick Pulsinger – Easy To Assemble . Hard To Take Apart. #2 (Form & Function, Zomba Records)
- 2002: Marok + Patrick Pulsinger – Transforming Language (Cheap Records)
- 2006: Patrick Pulsinger – Dogmatic Sequences III (Disko B)
- 2006: Patrick Pulsinger featuring G-Rizo and Snax – Utopia Parkway EP (Compost Black Label, Compost Records)
- 2007: Patrick Pulsinger + DJ Glow – Radio Earth (TRUST)